# Trudy Botaničeskago Muzeja Imperatorskoj Akademii Nauk
Trudy Botaničeskago Muzeja Imperatorskoj Akademii Nauk (abreviado Trudy Bot. Muz. Imp. Akad. Nauk) fue una revista ilustrada y con descripciones botánicas que fue editada en San Petersburgo desde el año 1902 hasta 1916. Se publicaron 16 números con el nombre de Trudy Botanicheskago Muzeya Imperatorskoi Akademii Nauk. Travaux du Musee Botanique de l'Academie Imperiale des Sciences de Saint Petersbourg.